# Joseph Anthony
Joseph Anthony (24 de mayo de 1912 – 20 de enero de 1993) fue un dramaturgo, actor y director teatral de nacionalidad estadounidense. Debutó como actor cinematográfico en la película de 1934 Hat, Coat, and Glove, y su primera actuación teatral tuvo lugar con la obra representada en 1935 Mary of Scotland. A lo largo de su carrera recibió un total de cinco nominaciones a los Premios Tony a la mejor dirección.

## Inicios
Su verdadero nombre era Joseph Deuster, y nació en Milwaukee, Wisconsin, siendo sus padres Leonard Deuster y Sophie Hertz. Anthony estudió en la Universidad de Wisconsin-Madison y recibió formación teatral en el Pasadena Playhouse entre 1931 y 1935, así como en la Daykarhanova School desde 1935 a 1937. Desde 1942 a 1946, como consecuencia de la Segunda Guerra Mundial, Anthony sirvió en el Ejército de los Estados Unidos. 

## Trabajo teatral
Joseph Anthony, entonces bajo el nombre de Joseph Deuster, debutó profesionalmente en 1935 con el papel de Rizzio en una producción de la obra Mary of Scotland. En 1937 actuó con una producción en gira, "Dead End". Dos años más tarde trabajó por vez primera en Nueva York con el patrocinio del Proyecto de Teatro Federal, interpretando el papel del título en una producción de Professor Mamlock puesta en escena en el Teatro Daly's 63rd Street. 
Tras finalizar su servicio durante la Guerra, en 1946 Anthony reapareció en el circuito de Broadway bajo el nombre de Joseph Adams actuando en el Teatro Belasco con el papel de Segundo Hombre en una producción de Truckline Cafe. En enero de 1948, ya con el nombre artístico de Joseph Anthony, trabajó en el Teatro Maxine Elliott con la obra Skipper Next to God. Bajo su nuevo nombre siguió actuando en la década de 1950, interviniendo en producciones originales puestas en escena en Broadway como "The Country Girl" (1951, en el Teatro Lyceum), Flight into Egypt (1952), Camino Real (1953), y Anastasia (1954).
Joseph Anthony debutó como director teatral en Nueva York en abril de 1948 con la obra Celebration, representada en el Teatro Maxine Elliott. En 1954 dirigió la producción original de The Rainmaker, una pieza cuya adaptación cinematográfica él también dirigiría más adelante. Desde marzo de 1960 a marzo de 1961 Anthony estrenó con éxito cuatro espectáculos en Broadway: The Best Man (Teatro Morosco), Under the Yum Yum Tree (Teatro Henry Miller), El rinoceronte (Teatro Longacre), y Mary, Mary (Teatro Helen Hayes). Mary, Mary fue la obra dirigida por Anthony que más tiempo se mantuvo en cartel, casi cuatro años y más de 1500 representaciones. Anthony también dirigió otros espectáculos en Broadway, como fue el caso de Romulus (1962), Slow Dance on the Killing Ground (1964), y Breakfast at Tiffany's (1966).

## Trabajo cinematográfico
La primera actuación destacada de Joseph Anthony en el cine llegó en 1934 con Hat, Coat, and Glove. Posteriormente trabajó en She (1935), Shadow of the Thin Man (1941), y Joe Smith, American (1942). El primer film dirigido por Anthony fue la adaptación de 1956 de la obra teatral The Rainmaker, que también había dirigido. Además dirigió The Matchmaker (1958), Los ambiciosos (1959), Todo en una noche (1961), y Tomorrow (1972).

## Galardones
Joseph Anthony fue nominado a un total de cinco Premios Tony por su carrera como director teatral, aunque nunca llegó a ganarlos. En 1956 se le nominó por su trabajo en La alondra. Al año siguiente lo fue por A Clearing in the Woods y por The Most Happy Fella., en 1960 por The Best Man y en 1961 por El rinoceronte, estas dos últimas tras dividirse la categoría del Tony a la mejor dirección en Tony a la mejor dirección de musicales y Tony a la mejor dirección de obras no musicales. Finalmente, en 1964 fue nominado la premio al mejor director de un musical por 110 in the Shade.

## Vida personal
Joseph Anthony dio clases de interpretación en la American Theatre Wing, en la Universidad de Vassar, en el Hunter College, y en la Universidad de Nueva York. En 1937 Anthony fue uno de los miembros fundadores de la American Actors Company, y en 1976 fue profesor de Artes Teatrales en la Universidad Estatal de Nueva York en Purchase. Además, formó parte del Actors Studio, fue miembro del consejo del Actors' Equity Association, del Sindicato de directores de Estados Unidos, y primer Presidente de la Society of Stage Directors and Choreographers.
Anthony, que estuvo casado con la actriz Perry Wilson, falleció en 1993 en una residencia en Hyannis, Massachusetts. Tenía 80 años de edad.